# Dolore toracico
Il dolore toracico è un sintomo a cui possono essere associate numerose anomalie e malattie, generalmente viene considerato un'emergenza per via dell'angina instabile o dell'infarto miocardico acuto. Quando il dolore toracico non è attribuibile a patologie a carico del cuore tale dolore prende il nome di dolore toracico non cardiaco.
Le recenti linee guida raccomandano di attribuire in fase di triage il codice rosso ad un dolore toracico di sospetta origine cardiaca.

## Eziologia
Esistono numerose cause di tale dolore, alcune estremamente gravi altre meno, in ogni caso una patologia gastroesofagea include più del 40% dei casi.

### Cause gravi
- Ischemia miocardica
- Infarto miocardico acuto
- Embolia polmonare
- Dissecazione aortica
- Aneurisma dell'aorta toracica
- Enfisema mediastinico
- Pericardite acuta
- Pleurite
- Tubercolosi
- Pneumotorace

### Altre cause
- Discopatia cervicale
- Artrosi cervicale o toracica
- Patologie che interessano l'addome Pancreatite, colica biliare, ernia iatale, ulcera peptica
- Malattie della mammella (come tumore al seno, ectasia duttale, malattia di Paget del capezzolo, mastite e altre)
- Nevriti intercostali
- Dolore costocondrale
- Dolore toracico parietale
- Sindrome di Tietze (o costocondrite)

## Clinica

### Segni e sintomi
Dai sintomi e i segni clinici riscontrati si può avere una prima idea sull'eziologia dell'evento.
Se il dolore origina da uno sforzo o da un'emozione intensa, allora la causa può essere cardiaca. L'irradiamento del dolore toracico al braccio sinistro, in regione epigastrica o al collo può indirizzare verso l'ipotesi di una patologia ischemica.

### Esami di laboratorio e strumentali
L'elettrocardiogramma a 12 derivazioni serve a dare una prima indicazione sul coinvolgimento del cuore nell'eziologia del dolore. L'ECG non è da considerarsi definitivo, non sono infrequenti falsi negativi, e va peraltro confermato da esami di laboratorio (mioglobina, troponina, ed altri marker cardiaci).
Altri esami sono l'imaging del torace e gli esami di laboratorio del sangue.

## Trattamento
Varia a seconda della causa scatenante il dolore.